# Ernest-Gonthier de Schleswig-Holstein-Sonderbourg-Augustenbourg
Ernest-Gonthier de Schleswig-Holstein-Sonderbourg-Augustenbourg, né le 14 octobre 1609 à Beck, décédé le 18 janvier 1689 à Augustenbourg, est le premier duc de Schleswig-Holstein-Sonderbourg-Augustenbourg de 1627 à 1689.

## Famille
Fils d'Alexandre de Schleswig-Holstein-Sonderbourg et de Dorothée de Schwarzbourg-Sondershausen.
Le 15 juin 1651, Ernest-Gonthier de Schleswig-Holstein-Sondebourg-Augustenbourg épouse au château de Copenhague  sa cousine germaine Augusta de Schleswig-Holstein-Sonderbourg-Glücksbourg (1633-1701), fille de Philippe de Schleswig-Holstein-Sonderbourg-Glücksbourg.
Neuf enfants sont nés de cette union :
- Frédéric de Schleswig-Holstein-Sonderbourg-Augustenbourg (1652-tué en 1692), duc de Schleswig-Holstein-Sonderbourg-Augustenbourg, en 1692, il épouse Anne Bereuter ;
- Sophie de Schleswig-Holstein-Sonderbourg-Augustenbourg (1654-1655) ;
- Philippe de Schleswig-Holstein-Sonderbourg-Augustenbourg (1655-1677) ;
- Sophie de Schleswig-Holstein-Sonderbourg-Augustenbourg (1657-1657) ;
- Louise-Charlotte de Schleswig-Holstein-Sonderbourg-Augustenbourg (1658-1740), en 1685, elle épouse le duc Frédéric-Louis de Schleswig-Holstein-Sonderbourg-Beck (1653-1728) ;
- Ernestine de Scleswig-Holstein-Sonderbourg-Augustenbourg (1659-1662) ;
- Ernest-Auguste de Schleswig-Holstein-Sonderbourg-Augustenbourg (1660-1731), duc de Schleswig-Holstein-Sonderbourg-Augustenbourg, en 1695, il épouse Thérèse von Velbrück (†1712), fille du prince Conrad von Velbrück ;
- Dorothée de Schleswig-Holstein-Sonderbourg-Augustenbourg (1663-1721), abbesse d'Itzoe ;
- Frédéric-Guillaume de Schleswig-Holstein-Sonderbourg-Augustenbourg, duc de Schleswig-Holstein-Sonderbourg-Augustenbourg.

## Biographie
Ernest-Gonthier voit le jour le 14 octobre 1609 au manoir de Beck, alors propriété de ses parents, situé près de Minden en Westphalie. Il est le troisième fils d'Alexandre de Schleswig-Holstein-Sonderbourg, et de son épouse, la comtesse Dorothée de Schwarzbourg-Sondershausen. Petit-fils du duc Jean de Schleswig-Holstein-Sonderbourg (1545-1622), surnommé « le jeune », lui-même un fils cadet du roi Christian III de Danemark-Norvège, Ernest-Gonthier appartient donc à une lignée cadette de la maison princière d'Oldenbourg, la famille royale de Danemark.
En 1651, Ernest-Gonthier fait construire le château d'Augustenborg en l'honneur de son épouse Augusta de Schleswig-Holstein-Sonderbourg-Glücksbourg. Il est le premier duc à posséder son siège ducal dans le nouveau château d'Augustenbourg. Il ajoute au nom de Schleswig-Holstein-Sonderbourg, le nom de Augustenbourg.
Le duc Ernest-Gonthier décède le 18 janvier 1689 à l'âge de 79 ans au château d'Augustenbourg. Il est enterré dans la chapelle castrale du château de Sønderborg.

## Généalogie

### Descendance
Ernest-Gonthier de Schleswig-Holsten-Sonderbourg-Augustenbourg appartient à la première branche de la Maison de Schleswig-Holstein-Sonderbourg, cette lignée est issue de la première branche de la Maison d'Oldenbourg. Elle s'éteint en 1931 au décès de Albert de Schleswig-Holstein.